# Мирко Чупић
Мирко Чупић (Бања (Исток), 3. април 1939 — Београд, 22. фебруар 2011) био је српски новинар и публициста.

## Биографија
Основну школу започео је у Штитарима, у Љешанској нахији (Црна Гора), наставио у Пећкој Бањи, а потом у Витомирици, у Метохији. Средњу школу завршио је у Београду, Вишу педагошку школу у Призрену и дипломирао на Филозофском факултету у Скопљу. Радио је као професор српскохрватског језика у Сувој Реци и Призрену, где је био и заменик директора Медицинске школе. Од 1973. године до одласка у пензију новинар је листа Јединство у Приштини у коме је обављао послове уредника и коментатора.
Са породицом је напустио Приштину 26. августа 1999. након два месеца кућног притвора. Аутор је више фељтона о страдању Срба на Косову. Објавио је четири књиге посвећене збивањима на Косову и Метохији и о положају Срба у овој покрајини. Његове текстове објављене у Јединству преносили су бројни домаћи и страни медији.

## Књиге
- Насиље иза паравана власти, Јединство, Приштина 1989.
- Дневник косовске трагедије, Чачак, 2000.
- Отета земља, Нолит, Београд, 2006.
- Земља оца мог, поезија, Београд, 2011.

## Награде
- Годишња награда Јединства за новинарско ангажовање, 1975.
- Годишња награда Удружења новинара Косова, 1980.
- Награда Светозар Марковић Удружења новинара Србије, 1983. и 1987.
- Награда за животно дело Удружења новинара Србије, 1999.